# Wilki Krosno
Wilki Krosno (występuje pod nazwą Cellfast Wilki Krosno) – polski klub żużlowy z Krosna.

## Historia klubu
W 2018 roku w rozgrywkach ligowych po raz ostatni wystąpił klub KSM Krosno, który zajął 7. miejsce w tabeli II ligi. Po zakończeniu sezonu, w październiku, władze miasta przedstawiły zarząd nowej spółki odpowiedzialnej za sport żużlowy. Zaprezentowano również plany jej rozwoju – wśród nich tzw. plan pięcioletni, zakładający budowę profesjonalnie zarządzanego klubu, który do 2023 roku awansuje do Ekstraligi, czy rozbudowę krośnieńskiego stadionu.
Prezesem nowego klubu został Robert Dobosz, który w maju 2019 r. zrezygnował z tej funkcji. Zastąpił go dotychczasowy wiceprezes – Grzegorz Leśniak. Na trenera powołano Janusza Ślączkę, który pełnił tę funkcję w latach 2019–2020. Pierwszy rok działalności nowego klubu zakończono na 4. pozycji ligowej tabeli. Drużyna bez powodzenia brała udział w fazie play–off.
W sezonie 2020 Wilki Krosno zajęły pierwszą pozycję w II lidze, wygrywając przy tym wszystkie spotkania. Oznaczało to awans do I ligi. Drużyna pozyskała sponsora tytularnego i w sezonie 2021 po raz pierwszy wystartowała w rozgrywkach jako Cellfast Wilki Krosno. Nowym trenerem został Ireneusz Kwieciński, a stanowisko menedżera objął Michał Finfa. Klub zdobył pierwsze miejsce w fazie zasadniczej. Pozostał jednak w I lidze, przegrywając finałowy dwumecz z Ostrovią. W roku 2022 zespół ponownie znalazł się w finale rozgrywek. Krośnianie pokonali Falubaz Zielona Góra i po raz pierwszy w historii awansowali do Ekstraligi.
Przed sezonem 2023 do sztabu szkoleniowego dołączyli Sebastian Ułamek, odpowiadający za zespół w Ekstralidze U24, oraz Janusz Stachyra, który w kolejnych miesiącach zastąpił Ułamka. Z klubem przez krótki okres związany był też Tomasz Chrzanowski. 9 kwietnia 2023 roku krośnianie zadebiutowali w Ekstralidze, ulegając na wyjeździe Unii Leszno. 27 kwietnia po raz pierwszy odnieśli w tej klasie rozgrywkowej zwycięstwo, pokonując u siebie Apator Toruń. Wilki Krosno znalazły się na ostatnim, ósmym miejscu w ligowej tabeli, co oznacza spadek do I ligi.

### Kontrowersje
W meczu z Falubazem Zielona Góra, rozegranym na krośnieńskim stadionie w maju 2022 r., ze względu na nieregulaminowy stan nawierzchni, nie przeprowadzając próby toru, podjęto decyzję o przyznaniu walkowera na korzyść drużyny gości. Na klub z Krosna nałożono karę finansową, a tor utracił licencję. W sezonie 2023, w spotkaniach ekstraligowych, do toru uwagi zgłaszali przedstawiciele Apatora Toruń i GKM-u Grudziądz. Także ze względu na stan nawierzchni przerwany został mecz ze Stalą Gorzów. 23 maja 2023 tor w Krośnie po raz kolejny utracił licencję. Na drużynę ponownie nałożono kary finansowe. Zawieszono też osoby funkcyjne, w tym trenera. 30 lipca 2023 w Krośnie miał odbyć się trzeci finał Indywidualnych Mistrzostw Polski, ale tor nie nadawał się do jazdy. Następnego dnia została podjęta kolejna próba rozegrania zawodów, jednak ze względu na stan nawierzchni zawody zostały odwołane oraz przeniesione na inny obiekt.

## Stadion

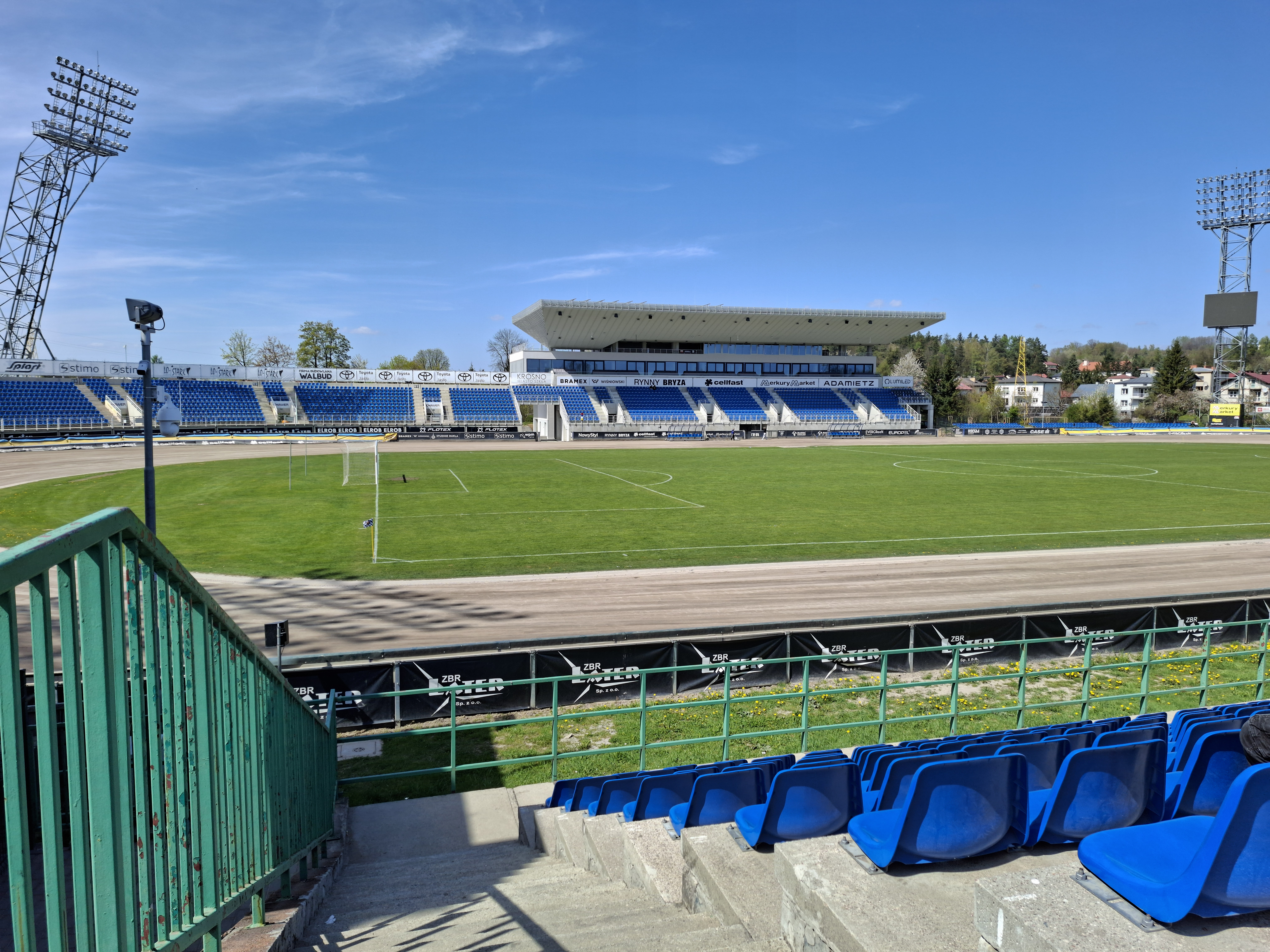
Stadion przy ul. Legionów

Stadion Wilków Krosno zlokalizowany jest w centrum miasta przy ul. Legionów. Od strony północnej graniczy z rzeką Wisłok. Z obiektu korzysta także klub piłkarski Karpaty Krosno. Tor żużlowy ma długość 396 m, co czyni go najdłuższym w Polsce. 
W związku z koniecznością dostosowania obiektu do wymogów ligowych podjęto decyzję o rozbudowie stadionu. W 2021 r. powstało oświetlenie oraz nowy sektor trybun. Zamontowano także krzesełka na drugim wirażu. Między sezonami 2022 i 2023 wybudowano nową trybunę od strony południowej oraz odwodnienie liniowe toru, zamontowano absorpcyjną bandę na prostych oraz nową, tymczasową wieżyczkę sędziowską. Prace objęły także rozbudowę parku maszyn i montaż telebimu. Jesienią 2023 roku zakończono budowę żużlowego minitoru. Planowana jest budowa nowej trybuny głównej.

## Poszczególne sezony
| Sezon | Rozgrywki ligowe | Rozgrywki ligowe | Rozgrywki ligowe |
| Sezon | Liga             | Liga             | Miejsce          |
| ----- | ---------------- | ---------------- | ---------------- |
| 2019  | III              | II liga          | 4/7              |
| 2020  | III              | II liga          | 1/6              |
| 2021  | II               | I liga           | 2/8              |
| 2022  | II               | I liga           | 1/8              |
| 2023  | I                | Ekstraliga       | 8/8              |
| 2024  | II               | 2. Ekstraliga    | 5/8              |

| Poziom ligowy | Liczba sezonów | Sezony          |
| ------------- | -------------- | --------------- |
| I             | 1              | 2023            |
| II            | 3              | 2021–2022, 2024 |
| III           | 2              | 2019–2020       |

## Osiągnięcia

### Krajowe
Poniższe zestawienia obejmują osiągnięcia klubu oraz indywidualne osiągnięcia zawodników w rozgrywkach pod egidą PZM, GKSŻ oraz Ekstraligi.

#### Mistrzostwa Polski
Drużynowe mistrzostwa Polski juniorów
- 1. miejsce (1): 2023

#### Pozostałe
Brązowy Kask
- 3. miejsce (1):
  - 2022 – Krzysztof Sadurski

Ekstraliga U24
- 2. miejsce (1): 2023

### Międzynarodowe
Poniższe zestawienia obejmują osiągnięcia klubu oraz indywidualne osiągnięcia zawodników krajowych (w zawodach drużynowych, par i indywidualnych) i zagranicznych (w zawodach indywidualnych) w rozgrywkach pod egidą FIM oraz FIM Europe.
Indywidualny Puchar Europy U-19
- 2. miejsce (1):
  - 2019 –  Jewgienij Sajdullin

## Zawodnicy

### Kadra drużyny
Stan na 7 sierpnia 2025
| Kat.                                                   | Nar.     | Fed.     | Żużlowiec              | DMP (2SE) | DMPJ | Uwagi                                                                           |
| ------------------------------------------------------ | -------- | -------- | ---------------------- | --------- | ---- | ------------------------------------------------------------------------------- |
| S                                                      | Francja  | Francja  | Dimitri Bergé          | T         |      |                                                                                 |
| S                                                      | Dania    | Dania    | Kenneth Bjerre         | T         |      |                                                                                 |
| S                                                      | Polska   | Polska   | Jakub Jamróg           | T         |      |                                                                                 |
| S                                                      | Polska   | Polska   | Daniel Jeleniewski     | T         |      | Wypożyczony z Polonii Bydgoszcz                                                 |
| S                                                      | Polska   | Polska   | Tobiasz Musielak       | T         |      |                                                                                 |
| U21                                                    | Dania    | Dania    | William Echardt Drejer | T         |      | Wypożyczony z WTS-u Wrocław                                                     |
| U21                                                    | Norwegia | Norwegia | Mathias Pollestad      | T         |      | Wypożyczony ze Stali Gorzów Wlkp.                                               |
| U21                                                    | Polska   | Polska   | Piotr Świercz          | T         | T    |                                                                                 |
| U19                                                    | Polska   | Polska   | Szymon Bańdur          | T         | T    |                                                                                 |
| U19                                                    | Polska   | Polska   | Miłosz Duda            |           |      | Wypożyczony do Speedwaya Kraków                                                 |
| U19                                                    | Polska   | Polska   | Miłosz Grygolec        | T         | T    |                                                                                 |
| U19                                                    | Polska   | Polska   | Jakub Wieszczak        | T         | T    |                                                                                 |
| U19                                                    | Polska   | Polska   | Jakub Woźnik           |           |      | Wypożyczony do Speedwaya Kraków                                                 |
| U17                                                    | Polska   | Polska   | Kamil Kawecki          |           |      | Wypożyczony do Speedwaya Kraków                                                 |
| U17                                                    | Polska   | Polska   | Arkadiusz Kordek       | T         | T    |                                                                                 |
| U17                                                    | Polska   | Polska   | Oskar Kręglicki        | T         | T    |                                                                                 |
| U17                                                    | Węgry    | Węgry    | Zoltán Lovas           | T         |      |                                                                                 |
| U16                                                    | Polska   | Polska   | Mikołaj Sanocki        | T         |      | Wypożyczony do Speedwaya Kraków Do 2 października 2025 tylko zawody młodzieżowe |
| „” oznacza, że zawodnik został zgłoszony do rozgrywek. |          |          |                        |           |      |                                                                                 |